# Colobicus parilis
Colobicus parilis är en skalbaggsart som beskrevs av Francis Polkinghorne Pascoe 1860. Colobicus parilis ingår i släktet Colobicus och familjen barkbaggar. Inga underarter finns listade i Catalogue of Life.

## Bildgalleri

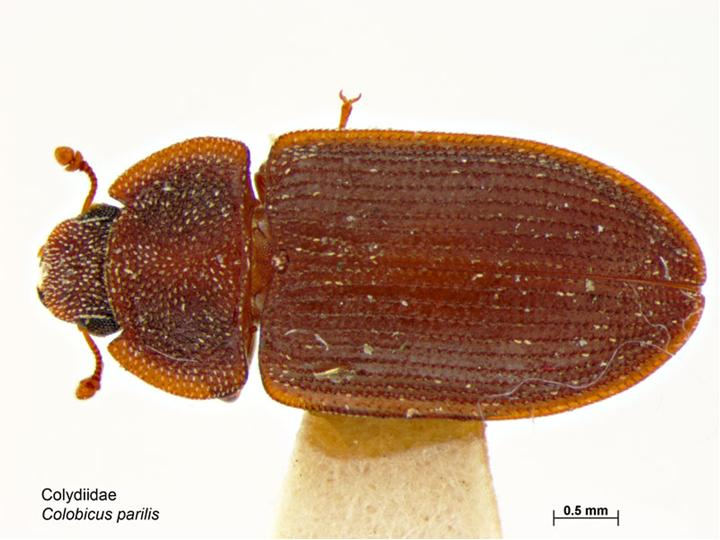